# Bloch MB.162
Bloch MB.162 là một loại máy bay ném bom hạng nặng của Pháp, do hãng Société des Avions Marcel Bloch phát triển vào cuối thập niên 1930.

## Biến thể
MB.160
MB.162 Raid
MB.162.01
MB.162 Bn.5
SE.161 Languedoc

## Quốc gia sử dụng
Pháp
- Armee de l'Air (Sau chiến tranh)

 Germany
- Luftwaffe

## Tính năng kỹ chiến thuật (MB.162 B5)
Dữ liệu lấy từ War Planes of the Second World War: Volume Seven 
Đặc điểm tổng quát
- Kíp lái: 5
- Chiều dài: 21,91 m (71 ft 10½ in)
- Sải cánh: 28,10 m (92 ft 2 in)
- Chiều cao: 3,76 m (12 ft 4 in)
- Diện tích cánh: 109 m² (1.173 ft²)
- Trọng lượng rỗng: 11.890 kg (26.158 lb)
- Trọng lượng có tải: 19.040 kg (41.888 lb)
- Động cơ: 4 × Gnome-Rhône 14N-48/49, 821 kW (1.100 hp)  mỗi chiếc

 Hiệu suất bay 
- Vận tốc cực đại: 551 km/h (297 kn, 342 mph) trên độ cao 5.500 m (18.045 ft)
- Tầm bay: 2.399 km (1.296 nmi, 1.490 mi)
- Trần bay: 9.000 m (29.530 ft)
- Tải trên cánh: 175 kg/m² (35,7 lb/ft²)
- Công suất/trọng lượng: 0,17 kW/kg (0,11 hp/lb)

Trang bị vũ khí

- Súng: 2 × súng máy MAC 1934 7.5 mm (.295 in)

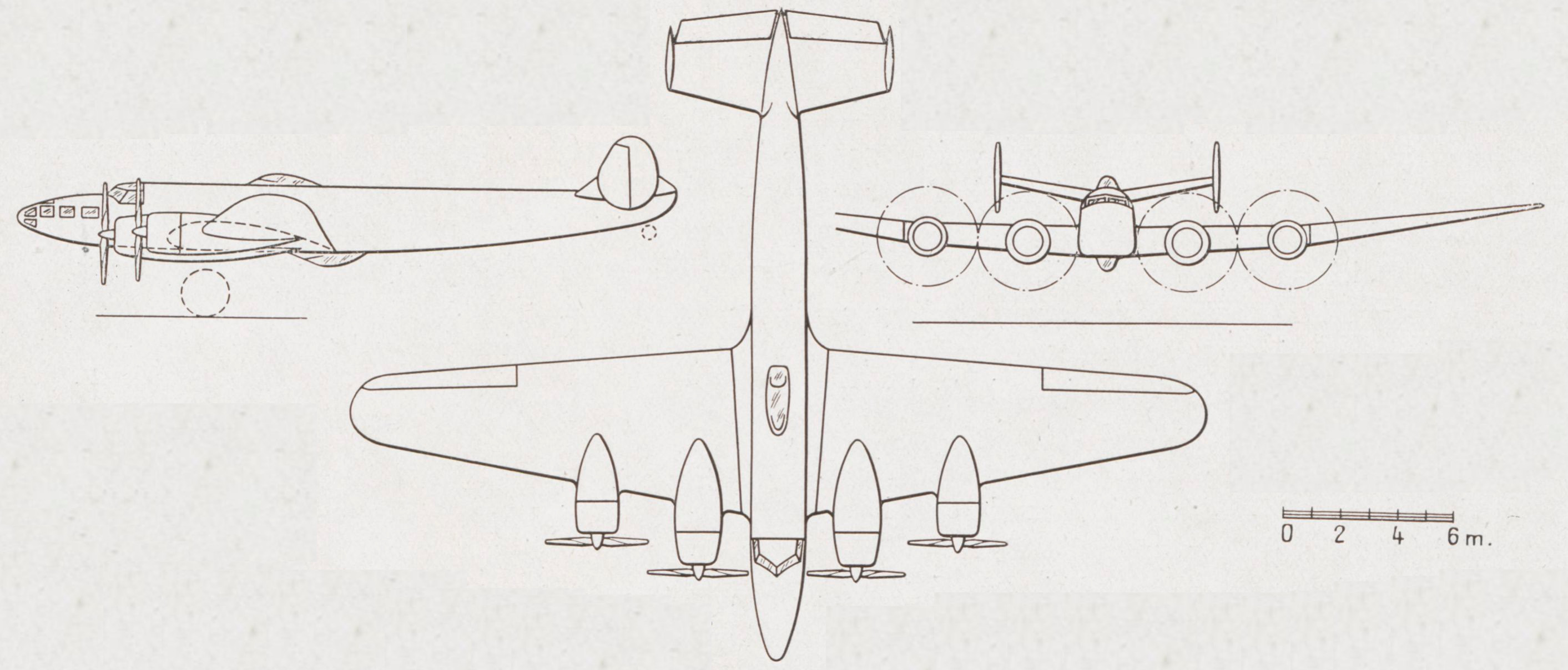
Bloch MB.162 B5

- 2 × pháo 20 mm Hispano-Suiza HS.404
- Bom: 3.600 kg (7.940 lb)